# B.O.T. Aircraft

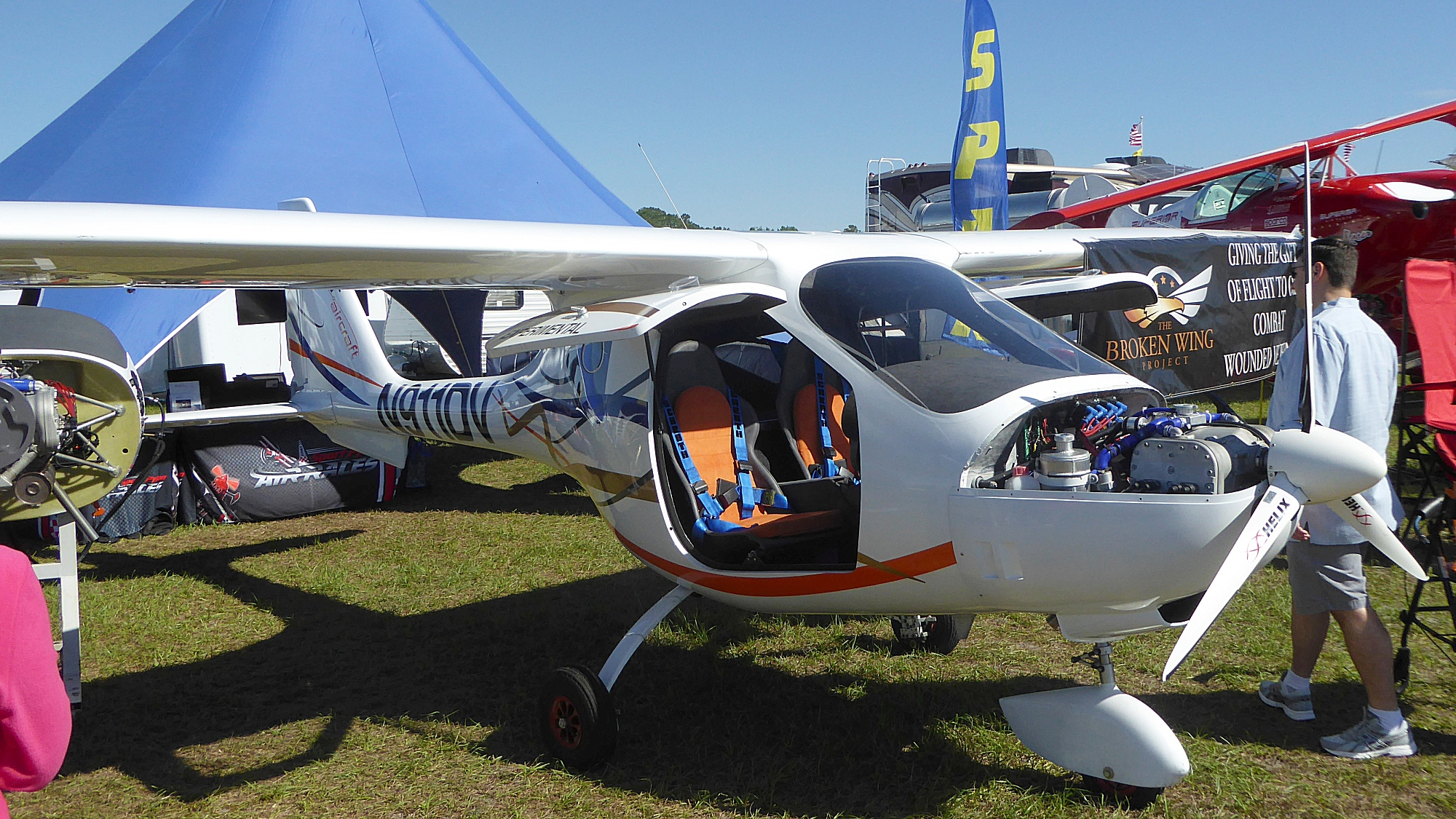
SC07 Speed Cruiser

Die B.O.T. Aircraft AG im liechtensteinischen Triesen und deren 2009 gegründete Tochtergesellschaften B.O.T. Aircraft GmbH in Oerlinghausen (Deutschland) und B.O.T. Aircraft Sp. z o.o. in Bielsko-Biała (Polen) stellen seit 2007 das seit 2013 in Deutschland zugelassene Ultraleichtflugzeug „SC07 Speed Cruiser“ her.